# 1995-ös Copa América
Az 1995-ös Copa América a 37. kiírása volt a dél-amerikai válogatottak első számú tornájának. A tornát a CONMEBOL szervezte, melynek a házigazdája Uruguay volt. A CONCACAF szövetségből meghívottként az Egyesült Államok és Mexikó vett részt. A tornát a házigazda uruguayi válogatott nyerte meg. A győztes részt vehetett az 1997-es konföderációs kupán.
A győzelem az eddigi kettő pont helyett már három pontot ért.
Ezen a tornán nem játszottak hosszabbítást, ha egy mérkőzés döntlennel ért véget, hanem a rendes játékidő után rögtön büntetőpárbaj következett.

## Résztvevők
| - Argentína - Bolívia - Brazília - Chile | - Ecuador - Egyesült Államok - Kolumbia - Mexikó | - Paraguay - Peru - Uruguay - Venezuela |

## Helyszínek
| Város      | Stadion                      | Befogadóképesség |
| ---------- | ---------------------------- | ---------------- |
| Montevideo | Estadio Centenario           | 60 000           |
| Rivera     | Estadio Atilio Paiva Olivera | 30 000           |
| Paysandú   | Estadio Parque Artigas       | 25 000           |
| Maldonado  | Estadio Campus Municipal     | 22 000           |

## Játékvezetők
| - Javier Castrilli - Pablo Peña - Márcio Rezende de Freitas - Salvador Imperatore - Alfredo Rodas - Óscar Ruiz | - Marco Antonio Rodríguez - Arturo Brizio Carter - Félix Benegas - Alberto Tejada - Ernesto Filippi - Eduardo Dluzniewski - Raúl Domínguez - Paolo Borgosano |

## Eredmények
A 12 résztvevőt 3 darab 4 csapatos csoportba sorsolták. A csoportok végső sorrendje körmérkőzések után alakult ki. A csoportok első két helyezettje, valamint a két legjobb harmadik helyezettje jutott tovább a negyeddöntőbe, ahonnan egyenes kieséses rendszerben folytatódtak a küzdelmek.

### Csoportkör
A csoportkörben a győzelem három, a döntetlen egy pontot ért. Ha két vagy több csapat azonos pontszámmal állt, akkor az alábbiak alapján határozták meg a sorrendet:
1. az összes mérkőzésen elért jobb gólkülönbség
2. az összes mérkőzésen szerzett több gól
3. az érintett csapatok mérkőzésein szerzett több pont
4. sorsolás

| Jelmagyarázat                                                                                     |
| ------------------------------------------------------------------------------------------------- |
| A csoportok első két helyezettje bejutott az egyenes kieséses szakaszba.                          |
| A csoportok legjobb két harmadik helyezettje bejutott az egyenes kieséses szakaszba.              |
| A csoportok legrosszabb harmadik helyezettje, valamint a csoportok negyedik helyezettjei kiestek. |

#### A csoport
| Csapat    | M | Gy | D | V | G+ | G– | Gk | P |
| --------- | - | -- | - | - | -- | -- | -- | - |
| Uruguay   | 3 | 2  | 1 | 0 | 6  | 4  | +2 | 7 |
| Paraguay  | 3 | 2  | 0 | 1 | 5  | 4  | +1 | 6 |
| Mexikó    | 3 | 1  | 1 | 1 | 5  | 4  | +1 | 4 |
| Venezuela | 3 | 0  | 0 | 3 | 4  | 10 | –6 | 0 |

| 1995. július 5. |

| Uruguay                                                    | 4–1   | Venezuela    |
| ---------------------------------------------------------- | ----- | ------------ |
| Fonseca 14' Otero 25' Francescoli 75' (11-esből) Poyet 84' | (2–0) | Dolgetta 53' |

| Estadio Centenario, Montevideo Nézőszám: 32 000 Játékvezető: Salvador Imperatore (chilei) |

| 1995. július 6. |

| Paraguay                  | 2–1   | Mexikó     |
| ------------------------- | ----- | ---------- |
| Cardozo 63' Samaniego 73' | (0–1) | García 44' |

| Estadio Campus Municipal, Maldonado Nézőszám: 5 000 Játékvezető: Alfredo Rodas (ecuadori) |

| 1995. július 9. |

| Uruguay         | 1–0   | Paraguay |
| --------------- | ----- | -------- |
| Francescoli 13' | (1–0) |          |

| Estadio Centenario, Montevideo Nézőszám: 40 000 Játékvezető: Márcio Rezende (brazil) |

| 1995. július 9. |

| Mexikó                                            | 3–1   | Venezuela          |
| ------------------------------------------------- | ----- | ------------------ |
| García 41' (11-esből) 57' (11-esből) Espinoza 76' | (1–0) | Campos 65' (öngól) |

| Estadio Campus Municipal, Maldonado Nézőszám: 700 Játékvezető: Raúl Domínguez (amerikai) |

| 1995. július 12. |

| Paraguay                               | 3–2   | Venezuela                |
| -------------------------------------- | ----- | ------------------------ |
| Cardozo 35' Villamayor 64' Gamarra 83' | (1–1) | Miranda 13' Dolgetta 68' |

| Estadio Campus Municipal, Maldonado Nézőszám: 2 000 Játékvezető: Óscar Ruiz (kolumbiai) |

| 1995. július 13. |

| Uruguay       | 1–1   | Mexikó     |
| ------------- | ----- | ---------- |
| Saralegui 79' | (0–0) | García 67' |

| Estadio Centenario, Montevideo Nézőszám: 10 000 Játékvezető: Javier Castrilli (argentin) |

#### B csoport
| Csapat   | M | Gy | D | V | G+ | G– | Gk | P |
| -------- | - | -- | - | - | -- | -- | -- | - |
| Brazília | 3 | 3  | 0 | 0 | 6  | 0  | +6 | 9 |
| Kolumbia | 3 | 1  | 1 | 1 | 2  | 4  | –2 | 4 |
| Ecuador  | 3 | 1  | 0 | 2 | 2  | 3  | –1 | 3 |
| Peru     | 3 | 0  | 1 | 2 | 2  | 5  | –3 | 1 |

| 1995. július 7. |

| Kolumbia     | 1–1   | Peru         |
| ------------ | ----- | ------------ |
| Asprilla 68' | (0–0) | Palacios 80' |

| Estadio Atilio Paiva Olivera, Rivera Nézőszám: 5 000 Játékvezető: Ernesto Filippi (uruguayi) |

| 1995. július 7. |

| Brazília     | 1–0   | Ecuador |
| ------------ | ----- | ------- |
| Ronaldão 73' | (0–0) |         |

| Estadio Atilio Paiva Olivera, Rivera Nézőszám: 10 000 Játékvezető: Javier Castrilli (argentin) |

| 1995. július 10. |

| Kolumbia   | 1–0   | Ecuador |
| ---------- | ----- | ------- |
| Rincón 44' | (1–0) |         |

| Estadio Atilio Paiva Olivera, Rivera Nézőszám: 8 000 Játékvezető: Pablo Peña (bolíviai) |

| 1995. július 10. |

| Brazília                         | 2–0   | Peru |
| -------------------------------- | ----- | ---- |
| Zinho 77' (11-esből) Edmundo 82' | (0–0) |      |

| Estadio Atilio Paiva Olivera, Rivera Nézőszám: 8 000 Játékvezető: Félix Benegas (paraguayi) |

| 1995. július 13. |

| Ecuador           | 2–1   | Peru                   |
| ----------------- | ----- | ---------------------- |
| Díaz 61' Mora 75' | (0–0) | I. Hurtado 82' (öngól) |

| Estadio Atilio Paiva Olivera, Rivera Nézőszám: 10 000 Játékvezető: Eduardo Dluzniewski (uruguayi) |

| 1995. július 13. |

| Brazília                                   | 3–0   | Kolumbia |
| ------------------------------------------ | ----- | -------- |
| Leonardo 30' Tulio 76' Higuita 85' (öngól) | (1–0) |          |

| Estadio Atilio Paiva Olivera, Rivera Nézőszám: 10 000 Játékvezető: Ernesto Filippi (uruguayi) |

#### C csoport
| Csapat           | M | Gy | D | V | G+ | G– | Gk | P |
| ---------------- | - | -- | - | - | -- | -- | -- | - |
| Egyesült Államok | 3 | 2  | 0 | 1 | 5  | 2  | +3 | 6 |
| Argentína        | 3 | 2  | 0 | 1 | 6  | 4  | +2 | 6 |
| Bolívia          | 3 | 1  | 1 | 1 | 4  | 4  | 0  | 4 |
| Chile            | 3 | 0  | 1 | 2 | 3  | 8  | –5 | 1 |

| 1995. július 8. |

| Egyesült Államok | 2–1   | Chile        |
| ---------------- | ----- | ------------ |
| Wynalda 14' 20'  | (2–0) | Rozental 63' |

| Estadio Parque Artigas, Paysandú Nézőszám: 16 000 Játékvezető: Alberto Tejada (perui) |

| 1995. július 8. |

| Argentína               | 2–1   | Bolívia    |
| ----------------------- | ----- | ---------- |
| Batistuta 70' Balbo 81' | (0–0) | Angola 75' |

| Estadio Parque Artigas, Paysandú Nézőszám: 20 000 Játékvezető: Eduardo Dluzniewski (uruguayi) |

| 1995. július 11. |

| Bolívia        | 1–0   | Egyesült Államok |
| -------------- | ----- | ---------------- |
| Etcheverry 23' | (1–0) |                  |

| Estadio Parque Artigas, Paysandú Nézőszám: 16 000 Játékvezető: Paolo Borgosano (venezuelai) |

| 1995. július 11. |

| Argentína                             | 4–0   | Chile |
| ------------------------------------- | ----- | ----- |
| Batistuta 1' 51' Simeone 6' Balbo 54' | (2–0) |       |

| Estadio Parque Artigas, Paysandú Nézőszám: 16 000 Játékvezető: Arturo Brizio Carter (mexikói) |

| 1995. július 14. |

| Bolívia               | 2–2   | Chile         |
| --------------------- | ----- | ------------- |
| Mercado 78' Ramos 87' | (0–0) | Basay 55' 61' |

| Estadio Parque Artigas, Paysandú Nézőszám: 11 000 Játékvezető: Alberto Tejada (perui) |

| 1995. július 14. |

| Egyesült Államok                 | 3–0   | Argentína |
| -------------------------------- | ----- | --------- |
| Klopas 20' Lalas 31' Wynalda 58' | (2–0) |           |

| Estadio Parque Artigas, Paysandú Nézőszám: 8 000 Játékvezető: Márcio Rezende (brazil) |

#### Harmadik helyezett csapatok sorrendje
Sorrend meghatározása
1. az összes mérkőzésen szerzett több pont
2. az összes mérkőzésen elért jobb gólkülönbség
3. az összes mérkőzésen szerzett több gól
4. sorsolás

| Csoport | Csapat  | M | Gy | D | V | G+ | G– | Gk | P |
| ------- | ------- | - | -- | - | - | -- | -- | -- | - |
| A       | Mexikó  | 3 | 1  | 1 | 1 | 5  | 4  | +1 | 4 |
| C       | Bolívia | 3 | 1  | 1 | 1 | 4  | 4  | 0  | 4 |
| B       | Ecuador | 3 | 1  | 0 | 2 | 2  | 3  | –1 | 3 |

### Egyenes kieséses szakasz
|  |                         |                  |                        |                         |       |                  |                         |                        |                        |                        |               |       |       |
|  | Negyeddöntők            | Negyeddöntők     | Negyeddöntők           |                         |       | Elődöntők        | Elődöntők               | Elődöntők              |                        |                        | Döntő         | Döntő | Döntő |
|  | Negyeddöntők            | Negyeddöntők     | Negyeddöntők           |                         |       | Elődöntők        | Elődöntők               | Elődöntők              |                        |                        | Döntő         | Döntő | Döntő |
|  | július 16. – Montevideo |                  |                        |                         |       |                  |                         |                        |                        |                        |               |       |       |
|  |                         |                  |                        |                         |       |                  |                         |                        |                        |                        |               |       |       |
|  | Kolumbia                | Kolumbia         | 1 (5)                  |                         |       |                  |                         |                        |                        |                        |               |       |       |
|  | Kolumbia                | Kolumbia         | 1 (5)                  | július 19. – Montevideo |       |                  |                         |                        |                        |                        |               |       |       |
|  | Paraguay                | Paraguay         | 1 (4)                  |                         |       |                  |                         |                        |                        |                        |               |       |       |
|  | Paraguay                | Paraguay         | 1 (4)                  |                         |       | Kolumbia         | Kolumbia                | 0                      |                        |                        |               |       |       |
|  | július 16. – Montevideo |                  |                        |                         |       | Kolumbia         | Kolumbia                | 0                      |                        |                        |               |       |       |
|  |                         |                  | Uruguay                | Uruguay                 | 2     |                  |                         |                        |                        |                        |               |       |       |
|  | Uruguay                 | Uruguay          | Uruguay                | Uruguay                 | 2     | 2                |                         |                        |                        |                        |               |       |       |
|  | Uruguay                 | Uruguay          |                        |                         |       | 2                | július 22. – Montevideo |                        |                        |                        |               |       |       |
|  | Bolívia                 | Bolívia          | 1                      |                         |       |                  |                         |                        |                        |                        |               |       |       |
|  | Bolívia                 | Bolívia          | 1                      |                         |       | Uruguay          | Uruguay                 | 1 (5)                  |                        |                        |               |       |       |
|  | július 17. – Paysandú   |                  |                        |                         |       | Uruguay          | Uruguay                 | 1 (5)                  |                        |                        |               |       |       |
|  |                         |                  | Brazília               | Brazília                | 1 (3) |                  |                         |                        |                        |                        |               |       |       |
|  | Egyesült Államok        | Egyesült Államok | Brazília               | Brazília                | 1 (3) | 0 (4)            |                         |                        |                        |                        |               |       |       |
|  | Egyesült Államok        | Egyesült Államok | július 20. – Maldonado |                         |       | 0 (4)            |                         |                        |                        |                        |               |       |       |
|  | Mexikó                  | Mexikó           | 0 (1)                  |                         |       |                  |                         |                        |                        |                        |               |       |       |
|  | Mexikó                  | Mexikó           | 0 (1)                  |                         |       | Egyesült Államok | Egyesült Államok        | 0                      | Bronzmérkőzés          | Bronzmérkőzés          | Bronzmérkőzés |       |       |
|  | július 17. – Rivera     |                  |                        |                         |       | Egyesült Államok | Egyesült Államok        | 0                      | Bronzmérkőzés          | Bronzmérkőzés          | Bronzmérkőzés |       |       |
|  |                         |                  | Brazília               | Brazília                | 1     |                  |                         | július 22. – Maldonado | július 22. – Maldonado | július 22. – Maldonado |               |       |       |
|  | Brazília                | Brazília         | Brazília               | Brazília                | 1     | 2 (4)            |                         | július 22. – Maldonado | július 22. – Maldonado | július 22. – Maldonado |               |       |       |
|  | Brazília                | Brazília         |                        |                         |       |                  |                         | Kolumbia               | Kolumbia               | 4                      |               |       |       |
|  | Argentína               | Argentína        | 2 (2)                  |                         |       |                  |                         | Kolumbia               | Kolumbia               | 4                      |               |       |       |
|  | Argentína               | Argentína        | 2 (2)                  |                         |       | Egyesült Államok | Egyesült Államok        | 1                      |                        |                        |               |       |       |
|  |                         |                  |                        |                         |       | Egyesült Államok | Egyesült Államok        | 1                      |                        |                        |               |       |       |

#### Negyeddöntők
| 1995. július 16. |

| Kolumbia                                 | 1–1   | Paraguay                           |
| ---------------------------------------- | ----- | ---------------------------------- |
| Rincón 53'                               | (0–1) | Villamayor 26'                     |
| Büntetőpárbaj                            |       |                                    |
| Rincón Mendoza Arboleda Cabrera Asprilla | 5 – 4 | Jara Acuña Samaniego Denis Gamarra |

| Estadio Centenario, Montevideo Nézőszám: 25 000 Játékvezető: Salvador Imperatore (chilei) |

| 1995. július 16. |

| Uruguay              | 2–1   | Bolívia     |
| -------------------- | ----- | ----------- |
| Otero 1' Fonseca 30' | (2–0) | Sánchez 71' |

| Estadio Centenario, Montevideo Nézőszám: 45 000 Játékvezető: Alfredo Rodas (ecuadori) |

| 1995. július 17. |

| Egyesült Államok               | 0–0   | Mexikó                   |
| ------------------------------ | ----- | ------------------------ |
|                                |       |                          |
| Büntetőpárbaj                  |       |                          |
| Wynalda Moore Caligiuri Klopas | 4 – 1 | García Hermosillo Coyote |

| Estadio Parque Artigas, Paysandú Nézőszám: 6 500 Játékvezető: Óscar Ruiz (kolumbiai) |

| 1995. július 17. |

| Brazília                                      | 2–2   | Argentína                   |
| --------------------------------------------- | ----- | --------------------------- |
| Edmundo 9' Túlio 81'                          | (1–2) | Balbo 2' Batistuta 29'      |
| Büntetőpárbaj                                 |       |                             |
| Roberto Carlos Túlio André Cruz Dunga Edmundo | 4 – 2 | Pérez Acosta Simeone Fabbri |

| Estadio Atilio Paiva Olivera, Rivera Nézőszám: 24 000 Játékvezető: Alberto Tejada (perui) |

#### Elődöntők
| 1995. július 19. |

| Uruguay                | 2–0   | Kolumbia |
| ---------------------- | ----- | -------- |
| Adinolfi 51' Otero 70' | (0–0) |          |

| Estadio Centenario, Montevideo Nézőszám: 20 000 Játékvezető: Félix Benegas (paraguayi) |

| 1995. július 20. |

| Brazília   | 1–0   | Egyesült Államok |
| ---------- | ----- | ---------------- |
| Aldair 13' | (1–0) |                  |

| Estadio Campus Municipal, Maldonado Nézőszám: 8 000 Játékvezető: Alfredo Rodas (ecuadori) |

#### 3. helyért
| 1995. július 22. |

| Kolumbia                                            | 4–1   | Egyesült Államok     |
| --------------------------------------------------- | ----- | -------------------- |
| Quiñónez 30' Valderrama 38' Asprilla 50' Rincón 76' | (2–0) | Moore 52' (11-esből) |

| Estadio Campus Municipal, Maldonado Nézőszám: 2 500 Játékvezető: Salvador Imperatore (chilei) |

#### Döntő
| 1995. július 22. |

| Uruguay                                           | 1–1   | Brazília                         |
| ------------------------------------------------- | ----- | -------------------------------- |
| Bengoechea 51'                                    | (0–1) | Túlio 30'                        |
| Büntetőpárbaj                                     |       |                                  |
| Francescoli Bengoechea Herrera Gutiérrez Martínez | 5 – 3 | Roberto Carlos Zinho Túlio Dunga |

| Estadio Centenario, Montevideo Nézőszám: 60 000 Játékvezető: Arturo Brizio Carter (mexikói) |

| Az 1995-ös Copa América győztese |
| -------------------------------- |
| URUGUAY 14. cím                  |

### Gólszerzők
| 4 gólos - Gabriel Batistuta - Luis García 3 gólos - Abel Balbo - Túlio - Freddy Rincón - Eric Wynalda - Marcelo Otero 2 gólos - Edmundo - Ivo Basay - Faustino Asprilla - José Cardozo - Juan Villamayor - Daniel Fonseca - Enzo Francescoli - José Luis Dolgetta | 1 gólos - Diego Simeone - Demetrio Angola - Marco Etcheverry - Miguel Mercado - Mauricio Ramos - Óscar Sánchez - Aldair - Leonardo - Ronaldão - Zinho - Sebastián Rozental - Energio Díaz - José Mora - Luis Quiñónez - Carlos Valderrama - Eduardo Espinoza | 1 gólos (folytatás) - Carlos Gamarra - Adriano Samaniego - Roberto Palacios - Edgardo Adinolfi - Pablo Bengoechea - Gustavo Poyet - Marcelo Saralegui - Frank Klopas - Alexi Lalas - Joe-Max Moore - Gabriel Miranda Öngólos - René Higuita - Iván Hurtado - Jorge Campos |

### Végeredmény
Az első négy helyezett utáni sorrend nem tekinthető hivatalosnak, mivel ezekért a helyekért nem játszottak mérkőzéseket. Ezért e helyezések meghatározásához az alábbiak lettek figyelembe véve:
1. több szerzett pont (a 11-esekkel eldöntött találkozók a hosszabbítást követő eredménnyel, döntetlenként vannak feltüntetve)
2. jobb gólkülönbség
3. több szerzett gól

A hazai csapat eltérő háttérszínnel kiemelve.
| Helyezés | Nemzet           | M | Gy | D | V | G+ | G– | Gk | P  |
| -------- | ---------------- | - | -- | - | - | -- | -- | -- | -- |
| Arany    | Uruguay          | 6 | 4  | 2 | 0 | 11 | 4  | +7 | 14 |
| Ezüst    | Brazília         | 6 | 4  | 2 | 0 | 10 | 3  | +7 | 14 |
| Bronz    | Kolumbia         | 6 | 2  | 2 | 2 | 7  | 8  | –1 | 8  |
| 4.       | Egyesült Államok | 6 | 2  | 1 | 3 | 6  | 7  | –1 | 7  |
|          |                  |   |    |   |   |    |    |    |    |
| 5.       | Argentína        | 4 | 2  | 1 | 1 | 8  | 6  | +2 | 7  |
| 6.       | Paraguay         | 4 | 2  | 1 | 1 | 6  | 5  | +1 | 7  |
| 7.       | Mexikó           | 4 | 1  | 2 | 1 | 5  | 4  | +1 | 5  |
| 8.       | Bolívia          | 4 | 1  | 1 | 2 | 5  | 6  | –1 | 4  |
|          |                  |   |    |   |   |    |    |    |    |
| 9.       | Ecuador          | 3 | 1  | 0 | 2 | 2  | 3  | –1 | 3  |
| 10.      | Peru             | 3 | 0  | 1 | 2 | 2  | 5  | –3 | 1  |
| 11.      | Chile            | 3 | 0  | 1 | 2 | 3  | 8  | –5 | 1  |
| 12.      | Venezuela        | 3 | 0  | 0 | 3 | 4  | 10 | –6 | 0  |